# Setter Anh Quốc
Setter Anh Quốc (English Setter) là giống chó săn thuộc giống chó tha mồi trong giống chó Setter có nguồn gốc từ nước Anh. Chúng có mặt lâu đời nhất tại Mĩ và là một trong những giống chó săn có mặt đầu tiên trên thế giới vào thế kỉ 16. Giống chó này là sản phẩm con lai giữa giống chó chỉ điểm (Pointer) với chó chó nước Tây Ban Nha và Springer Spaniel. Vào năm 1825 thì hiệp hội chó Setter Anh Quốc ra đời do Laverack lập lên và lần đầu tiên ra mắt năm 1859 tại Newcastle. Sau đó ông ta đã mang những chú chó Setter Anh Quốc do ông đã nuôi đẻ tại miền Bắc nước Anh để mang tới Mĩ và Canada, và ít lâu sau đó thì nó rất phổ biến và thống trị trên những đồng cỏ rộng lớn Bắc Mĩ. Tầng lớp giàu có lúc bấy giờ sẵn sàng bỏ ra 1 khoản tiền lớn để mua được những con Setter Anh Quốc thuần chủng để làm việc hiệu quả trong môn giải trí săn bắn của họ.Đặc biệt nó rất hiếm ở Việt Nam.

## Tổng quan
Setter có ưu điểm là khỏe mạnh, thông minh, tháo vát, đó là tính
cách luôn bộc lộ trên cả bốn giống chó này. Ngoài khả năng đi săn chim và gà đồng
có hiệu quả thì chúng cũng là nhóm có sự trình diễn trứ danh, trong các cuộc
trình diễn có mặt của chúng trên những bục trao giải thưởng. Bên cạnh đó chúng
có vai trò ở Mỹ và nhiều quốc gia khác đó là làm vật cảnh được yêu thích trong
các gia đình bởi sự duyên dáng và quy phái. Bộ lông của chủng cần có sự chăm
sóc chu đáo của người nuôi, đặc biệt vào mùa thay lông chính như mùa xuân và
mùa thu hàng năm. Chải và tắm cho chúng thường xuyên sẽ giữ được vẻ đẹp của
chúng và tạo điều kiện cho chúng cảm nhận được tình cảm của người nuôi, tăng
thêm sự gắn kết giữa chủ và chó.
Chúng thân thiện không giận dữ, nhạy cảm và đáng tin khi chúng vui
đùa cùng trẻ em. Chúng không thích sự tù túng khi bị nhốt trong những cũi chật
hẹp hoặc bị xích. Setter rất hiếm khi thấy tấn công chó lạ và chúng hòa đồng
với những vật nuôi trong gia đình. Chúng cũng rất dễ làm quen với những người bạn
của gia đình nhưng chúng sẵn sàng tấn công kẻ lạ mặt khi có dấu hiệu xâm phạm
tư gia, chúng có trí nhớ rất tốt với những mùi quen thuộc, có khả năng phát
hiện ra thành viên gia đìng từ rất xa. Những con Setter luôn được bọn trẻ rất
yêu thích vì chúng rất hiếu động và tò mò khi được vui đùa.

## Đặc điểm
1. Có Nguồn gốc từ: Anh Quốc,Tuổi thọ: 10 đến 12 năm,Cấp độ: Giống vật nuôi.Lớp cao hơn: Chó.Cân nặng: Nữ: 20–32 kg, Nam: 25–36 kg.Chiều cao: Nữ: 58–66 cm, Nam: 61–69 cm

2. Với bộ lông dài mượt óng ánh, nó còn là một giống chó đi săn. Nó khá thông minh, và nhanh nhẹn

### Setter Anh Quốc
Setter Anh Quốc (English Setter) là giống chó săn có mặt lâu
đời nhất tại Mĩ và là một trong những giống chó săn có mặt đầu tiên trên thế
giới vào thế kỉ 16. Giống chó này là sản phẩm con lai giữa giống chó chỉ
điểm (Pointer) với chó chó nước Tây Ban Nha và Springer Spaniel. Vào
năm 1825 thì hiệp hội chó Setter Anh Quốc ra đời do Laverack lập lên và lần đầu
tiên ra mắt năm 1859 tại.
Sau đó ông ta đã mang những chú chó Setter Anh Quốc do ông đã nuôi đẻ tại miền
Bắc nước Anh để mang tới Mĩ và Canada, và ít lâu sau đó thì nó rất phổ biến và
thống trị trên những đồng cỏ rộng lớn Bắc Mĩ. Tầng lớp giàu có lúc bấy giờ sẵn
sàng bỏ ra 1 khoản tiền lớn để mua được những con Setter Anh Quốc thuần chủng
để làm việc hiệu quả trong môn giải trí săn bắn của họ.
Con đực cao 61–69 cm, nặng 25–36 kg, con cái cao
58–66 cm, nặng 20–32 kg. Bộ lông bóng, dài vừa phải bao trùm khắp cơ
thể, đặc biệt vùng ngực -bụng-chân-tai lông rất dài và gợn sóng. Màu nền thường
là màu trắng với những lốm đốm xanh, cam, vàng, gan gà hoặc đen. Bước đi chúng
dài và khoan thai, duyên dáng.
Cần cho chúng là chạy nhảy, những bài tập cần thiết đối với giống
chó năng động này, nên cho đi dạo thường xuyên trên những cung đường dài và cho
chúng tham gia vào những chò chơi như bắt đĩa và bắt bóng. Setter ngoan, dễ
huấn luyện, có khả năng đoán được ý người dạy rất nhanh mà ít thấy chống đối
trong huấn luyện. Việc huấn luyện cho bản năng của chúng phục vụ cho những
chuyến đi săn giải trí cuối tuần của người nuôi được dạy rất kĩ lưỡng. Luôn có
những con chim giả được buộc vào dây dài kéo chạy trên những khoảng đất rộng và
quăng cao hoặc quay tròn để những con Setter đuổi bắt.Những người nuôi từ rất
lâu đã cho lai tạo và chọn lựa rất kĩ để có được giống chó có kỉ luật và sức
dẻo dai, có khả năng đi săn liên tục trên những cánh đồng rộng lớn, đánh hơi
những đàn gà và chim kiếm ăn trên những cánh đồng hay chui rúc trong bụi cỏ.
Khi những cái bẫy chim được đặt từ trước sập xuống những tấm lưới to bao trùm
lên cả đàn nhưng vẫn có những con thoát ra, lập tức chúng bị bắn hạ và Setter
có nhiệm vụ chạy ra vồ và tha về khi những con mồi cố giãy để chạy thoát. Những
con Setter luôn là tay săn xác định được vị trí con mồi nhanh hơn cả (chó chỉ
điểm).
Là giống chó có khả năng đi săn độc lập. Khi đi săn thì chúng luôn
đi sát người thợ săn khi chưa có lệnh được phép truy lùng con mồi, trong chúng có sự thận trọng và chắc chắn khi đã đánh hơi ra dấu vết của con mồi. Trên cánh đồng rộng lớn thì chúng là một tay săn chim rất cần cù, lùng sục khắp mọi chốn và tìm từng dấu vết còn sót lại của con mồi để lại. Tuy chúng không phải là loài săn chim nhanh nhất trên cánh đồng nhưng chúng là một trong những kẻ có khứu giác hàng đầu. Ở chúng có một cử chỉ rất khác lạ có từ lâu nay đó là khi xác định được con mồi thì chúng nằm xụp xuống hoặc co một chân trước làm hiệu cho chủ của chúng.